# El doctor del pueblo
El doctor del pueblo es una serie de televisión de antología estadounidense producida por Telemundo Global Studios para Telemundo, en el 2023. La serie está basada en la vida del médico venezolano José Gregorio Hernández. Se estrenó a través de Telemundo el 19 de noviembre de 2023.

## Premisa
Cada episodio presenta una historia independiente basada en la vida y milagros de José Gregorio Hernández, un médico que donó su tiempo al tratamiento de pacientes de bajos recursos antes de ser beatificado por el Papa Francisco en 2021.

## Reparto
En cada episodio tendrá como invitados actores notables del mundo del cine y la televisión hispana, como:
- Gabriela Rivero
- Úrsula Pruneda
- Gabriel Porras
- Luz Ramos
- Erick Chapa
- Cecilia Toussaint

## Episodios
| N.º | Título                    | Dirigido por  | Escrito por              | Fecha de emisión original | Audiencia (millones) |
| --- | ------------------------- | ------------- | ------------------------ | ------------------------- | -------------------- |
| 1 | «Un olvido irreparable»   | Enrique Begné | Gennys Pérez             | 19 de noviembre de 2023   | 0.43                 |
| Gary tiene que asistir a una presentación en el trabajo y su esposa, Oriana, le pide que deje a su hija Mía, de dos años, en la guardería. Sin embargo, Gary se olvida por completo de Mía, la deja encerrada en el auto y se va a trabajar. Horas más tarde, Oriana llama a Gary para preguntarle por Mía, ya que no estaba en la guardería. Gary corre hacia su auto y encuentra a su hija al borde de la muerte por un golpe de calor. En el hospital, Gary es detenido por maltrato infantil y Oriana se niega a ayudarlo. El inspector que detuvo a Gary le presenta a José Gregorio Hernández, a quien rogó que salvara la vida de un niño de 13 años al que había disparado accidentalmente durante un tiroteo. A Gary le permiten visitar a su hija y él le pide a Oriana que recen por su recuperación. Mía se recupera milagrosamente y se retiran todos los cargos contra Gary, pero se le ordena asistir a terapia. Oriana perdona a Gary y se reconcilian.Reparto: Gonzalo Guzmán como Gary, Rocío de la Mañana como Oriana, Gabriela Rivero como Estela, Mahalat Sánchez como Guadalupe, Roberto Soto como el Inspector, Antonio López Torres como Ignacio, Mauricio Llera como el Dr. Pinos, Gabriel Navarro como Anthony, Marco Núñez, Areliz Benel como la Psicóloga |                           |               |                          |                           |                      |
| 2 | «La abuela Eduarda»       | Mauricio Cruz | Elizabeth Cruz V.        | 26 de noviembre de 2023   | 0.68                 |
| Tras la muerte de su abuelo, Carmela se muda temporalmente a casa de su abuela Eduarda. Carmela conoce a Gustavo, un exjugador de baloncesto que acaba de mudarse a la vecindad y se ofrece a entrenarla. Lidia, una vecina, le pregunta a Gustavo sobre su carrera en el baloncesto y sus respuestas la llevan a sospechar. Gustavo finge una lesión mientras juega baloncesto y Carmela lo lleva a casa, donde él la viola. Carmela llega a su casa llorando y Eduarda piensa que está de luto por la muerte de su abuelo. Lidia y su esposo investigan a Gustavo y descubren que su verdadero nombre es Rafael Aguirre, buscado por la policía por violación. Tras encontrar el abrigo de Carmela en el basurero, Eduarda le pregunta si alguien le hizo daño y ella le confiesa que Gustavo la violó. Eduarda toma el arma de su marido para dispararle a Gustavo pero él se la quita y le apunta, Carmela intercede y recibe un disparo. Gustavo es detenido y Carmela logra recuperarse. Eduarda y Carmela agradecen el apoyo de Lidia y su marido.Reparto: Clementina Guadarrama como Eduarda, Sasha González como Carmela, José Ramón Berganza como Gustavo, Gabriel Esparza como Lalo, Margarita Higuera como Lidia, Miguel Mena como Esposo de Lidia                        |                           |               |                          |                           |                      |
| 3 | «Desaparecida»            | Julia Rivero  | Gustavo Bracco           | 3 de diciembre de 2023    | 0.63                 |
| Ingrid es una adolescente que desaparece al salir de la escuela. El principal sospechoso es su compañero Uriel, quien está enamorado de ella y fue la última persona vista con ella. Paty, amiga de Ingrid, le pide a Uriel encontrarse con ella en el parque pero ella nunca aparece y también desaparece. La oficial Vega no encuentra ninguna evidencia que acuse a Uriel de secuestrar a Ingrid y Paty y lo deja ir. El padre de Ingrid, Mario, se enfurece y decide hacer justicia por su cuenta golpeando a Uriel, dejándolo en estado crítico. Ingrid se presenta en la comisaría y confiesa que ella y Paty se escondieron para ver cómo reaccionarían sus padres y saber si se preocupaban por ellas. Tras los ruegos de Ingrid y su madre al doctor José Gregorio Hernández, Uriel se recupera y Mario sale de la cárcel.Reparto: Úrsula Pruneda como Norma, Gabriel Porras como Mario, Frida Jiser como Ingrid, Hanssel Casillas como Uriel, Maryfer Santillán como Paty, Adriana Palmero como Oficial Vega, Kaarlo Isaacs como Pulga, Constantini, Hatzin Navarrete |                           |               |                          |                           |                      |
| 4 | «El peligro del silencio» | Mauricio Cruz | Violeta Fonseca          | 10 de diciembre de 2023   | 0.54                 |
| Reparto: Lucía Toro, Roberto Aguilar, Leticia Pedrajo, Abril Mayett, Daniela Arce, Fredy Rizard, Alicia Lara, Lorena Rodríguez, Adriana Alonso Vargas, Evan Regueira |                           |               |                          |                           |                      |
| 5 | «Competencia equivocada»  | Javier Fox    | Yamile Daza Diego Osorio | 17 de diciembre de 2023   | 0.53                 |
| Reparto: Alexander Colmenares, Vladimir Rivera, Myriam Blanco, Alberto Acosta, Samantha Orozco, Rosendo Gázpel, Sajid Góngora, Mau Martínez, Cuitláhuac Santoyo |                           |               |                          |                           |                      |
| 6 | «Perdón madre»            | Enrique Begné | Erick Hernández          | 7 de enero de 2024        | 0.53                 |
| Reparto: Mónica Jiménez, Nathan Bank, Camila Acosta, Fabian Pazzo, Ximena Glez, Rafael Álvarez, René Martínez, Miguel Soto, Emilio Gaitán |                           |               |                          |                           |                      |

## Producción
El 15 de febrero de 2022, la serie fue anunciada en el evento de proyección virtual de Telemundo, con el título provisional de El doctor de los milagros. En noviembre de 2022, la productora ejecutiva Karen Barroeta anunció que el rodaje de la serie había comenzado y que el título oficial sería El doctor del pueblo. El 6 de noviembre de 2023, se publicó una extensa lista de actores en un comunicado de prensa.

## Audiencias
| Temporada | Horario (ET/CT)  | Episodios | Primera emisión         | Primera emisión      | Última emisión     | Última emisión       | Prom. de espectadores (millones) |
| Temporada | Horario (ET/CT)  | Episodios | Fecha                   | Audiencia (millones) | Fecha              | Audiencia (millones) | Prom. de espectadores (millones) |
| --------- | ---------------- | --------- | ----------------------- | -------------------- | ------------------ | -------------------- | -------------------------------- |
| 1         | Domingo 10pm/9c. | 6         | 19 de noviembre de 2023 | 0.43                 | 7 de enero de 2024 | 0.53                 | 0.56                             |